# Radzież
Radzież (biał. Радзеж, Radzież; ros. Радеж, Radież) – wieś na Białorusi, w obwodzie brzeskim, w rejonie małoryckim, w sielsowiecie Ołtusz.
Siedziba parafii prawosławnej; znajduje się tu cerkiew pw. Trzech Świętych Hierarchów.
Wieś położona jest przy Rezerwacie Krajobrazowym Polesie Nadbużańskie.

## Historia
W XIX i w początkach XX w. wieś i majątek ziemski położone w Rosji, w guberni grodzieńskiej, w powiecie brzeskim.
W dwudziestoleciu międzywojennym leżał w Polsce, w województwie poleskim, w powiecie brzeskim, w gminie Ołtusz. W 1924 wieś i folwark Radzież liczyły 687 mieszkańców, w tym 686 Białorusinów i 1 Polaka. 686 mieszkańców było wyznania prawosławnego i 1 rzymskokatolickiego.
Przodownik Stanisław Kwapisiewicz i starszy posterunkowy Aleksander Flaga z posterunku Policji Państwowej w Radzieży, stali się ofiarami zbrodni katyńskiej zamordowanymi w Kalininie.
Po II wojnie światowej w granicach Związku Sowieckiego. Od 1991 w niepodległej Białorusi.
Urodziła się tu posłanka na Sejm PRL Józefa Wojtkowska.